# Albanezii din Muntenegru
Albanezii din Muntenegru (în albaneză Shqiptarët e Malit të Zi; în sârbocroată Albanci u Crnoj Gori) sunt un grup etnic de origine albaneză din Muntenegru, care constituie 4,91% din populația totală a Muntenegrului. Ei sunt cel mai numeros grup etnic non-slav din Muntenegru.
Albanezii sunt concentrați în special în sud-estul și estul Muntenegrului, de-a lungul graniței cu Albania, în următoarele localități: Ulcinj (71% din totalul populației), Tuzi (68%), Plav (19%), Bar (6%), Podgorica (5%) și Rožaje (5%).
Orașul cu cea mai mare populație albaneză din Muntenegru este Ulcinj, unde se află sediul Consiliului Național Albanez.

## Istoric

### Secolul al XIX-lea
După extinderea teritorială a Muntenegrului către teritoriile otomane în 1878, albanezii au devenit pentru prima dată cetățeni ai acestei țări. Albanezii care au obținut cetățenia muntenegreană erau musulmani și catolici și locuiau în orașele Bar și Ulcinj, inclusiv în împrejurimile lor, pe malul râului Bojana și pe malul lacului Skadar, precum și în regiunea Zatrijebač.
La 26 octombrie 1851 conducătorul arnăut Gjonlek de la Nikšić a călătorit cu 200 de arnăuți pentru a apăra interesele albanezilor otomani. Ei au fost atacați de forțele muntenegrene din Gațko. Treizeci de militari muntenegreni au traversat râul Moraca la 11 noiembrie 1851 și au atacat cetatea otomană albaneză, unde se aflau 27 de militari otomani aflați sub comanda lui Selim Aga. Cinci militari otomani au fost uciși și patru răniți, în timp ce Selim Aga, rănit, s-a retras în casa lui și s-a întors în dimineața următoare pentru a-i contracara pe muntenegreni. Pașa de la Scutari a început imediat să adune trupe.
Călătorul britanic George Arbuthnot a vizitat orașul în 1862 și a notat în jurnalul său că fortul Nikšić fusese construit, potrivit inscripțiilor, de un influent conducător albanez în urmă cu aproximativ 200 de ani.
În 1877 orașul Nikšić a fost anexat de muntenegreni în conformitate cu prevederile Tratatului de la Berlin. Autorul american William James Stillman (1828-1901), care a călătorit în regiune în acea vreme, a scris în biografia sa că forțele militare muntenegrene au început să bombardeze cu artileria fortăreața Studenica din Nikšić, la ordinul principelui. Aproximativ 20 de nizami albanezi se aflau în interiorul cetății, iar, când zidurile au fost străpunse, s-au predat; Stillman a întrebat dacă ei vor fi decapitați. Un albanez care-l însoțea pe Stillman i-a tradus cuvintele și i-a spus că ei nu vor fi uciși, iar albanezii s-au bucurat auzind aceste vorbe. La scurt timp după tratat, principele muntenegrean a început să-i izgonească pe albanezii din Nikšić, Zablyak și Kolasin, care s-au refugiat apoi în Turcia, Kosovo (Prishtina) și Macedonia. Forțele militare muntenegrene i-au jefuit pe albanezi înainte de a-i alunga. După ocuparea orașului Nikšić, principele Nikola a scris o odă dedicată victoriei.
La 31 ianuarie 1879 învățătorul muntenegrean Șcepan Martinovied a informat guvernul de la Cetinje că musulmanii din Nikšić doreau o școală. Otomanii au deschis școli în Nikšić, printre alte regiuni vecine, în secolele XVII și XVIII. 
În 1879 Zenel Ahmet Demushi din tribul Geghișeni a luptat la Nikšić, împreună cu 40 de membri ai familiei sale, împotriva forțelor muntenegrene conduse de Marko Miljanov. Conflictul s-a intensificat în 1880 când insurgenții albanezi aflați sub conducerea lui Ali Pash Gucia s-au confruntat cu oștile muntenegrene conduse de fratele lui Marko Miljanov, Teodor Miljanov, într-o luptă care a durat cinci ore, conform scrisorilor scrise de doi albanezi originari din Shkodër care au participat la luptă.
În 1899 guvernul muntengrean i-a arestat pe albanezii din Nikšić și Danilovgrad de teama că tribul Malesori îi va ataca pe tinerii turci din regiune, iar captivii au fost ținuți mai mult de șase luni în închisoare.

### Secolul al XX-lea
După războaiele balcanice, statul Muntenegru a dobândit noi teritorii locuite de albanezi: o parte din regiunea Malesija, locuită de triburile Hoti și Gruda, care avea centrul în orașul Tuzi și conținea orașele Plav, Gusinje, Rugovo, Peć și Gjakova. În timpul Primului Război Mondial, etnicii albanezi din Nikšić care fuseseră expulzați la Cetinje i-au trimis o scrisoare comandantului militar Isa Boletini, rugându-l să le trimită bani pentru a nu muri de foame.
Odată cu crearea Regatului Sârbilor, Croaților și Slovenilor după Primul Război Mondial, albanezii din Muntenegru au început să fie discriminați. Prizonierii albanezi din timpul celui de-al Doilea Război Mondial au fost concentrați în lagărul de la Nikšić, iar comandantul taberei a propus să-i ucidă cu baionetele, astfel încât Crucea Roșie să nu-i recunoască. Situația albanezilor s-a îmbunătățit oarecum în timpul lui Tito. La mijlocul secolului al XX-lea 20.000 de albanezi locuiau în Muntenegru, iar numărul lor a crescut până la sfârșitul secolului. În ultimul deceniu al secolului al XX-lea, numărul albanezilor a început să scadă ca urmare a emigrației.

### Perioada modernă
La 26 noiembrie 2019 un cutremur puternic a lovit Albania. Etnicii albanezi din Ulcinj s-au implicat puternic în ajutorarea compatrioților lor, trimițând alimente, pături, scutece și lapte pentru bebeluși printr-o organizație umanitară locală Amaneti, la fel ca și albanezii din Tuzi care au organizat o strângere de fonduri.

## Geografie

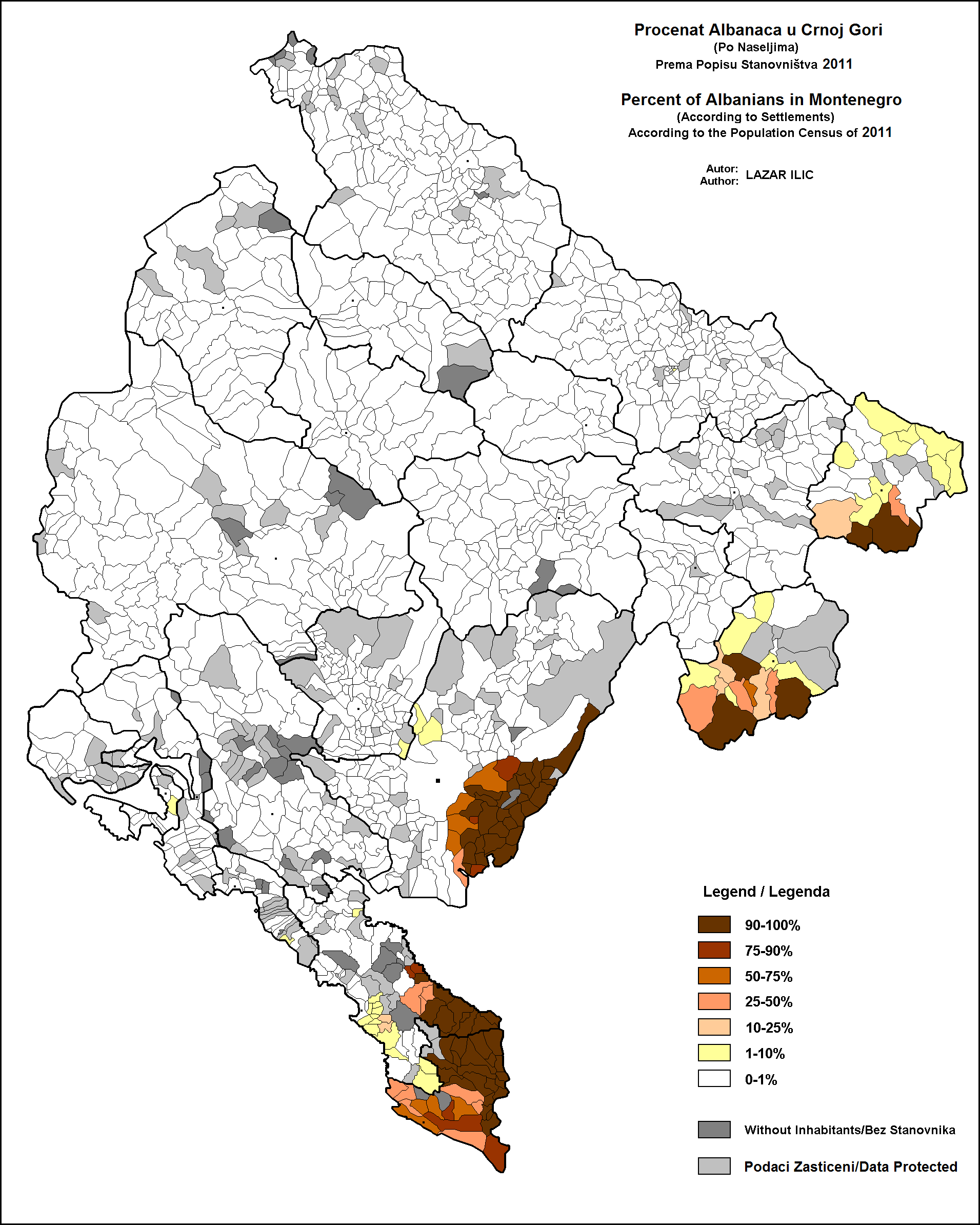
Localități din Muntenegru cu populație albaneză (2011)

Albanezii din Muntenegru sunt stabiliți în sud-estul și estul țării. Comuna Ulcinj, alcătuită din Ulcinj (în albaneză: Ulqin) cu împrejurimile sale și regiunea Ana e Malit, împreună cu noua comună Tuzi, sunt singurele comune în care albanezii sunt majoritari (reprezintă 71%, respectiv 68% din populație). Un număr mare de albanezi locuiesc, de asemenea, în următoarele regiuni: Bar (Tivar) și Skadarska Krajina (Krajë) din comuna Bar (2.515 albanezi sau 6% din populație), Plav (Plavë) și Gusinje (Guci) din comuna Plav (2.475 sau 19%) și Rožaje (Rozhajë) din comuna Rožaje (1.158 sau 5%).
Localitatea muntenegreană cu cea mai mare populație albaneză este Ulcinj, urmată de Tuzi.

### Comune cu majoritate albaneză
Două din cele 24 de comune ale Muntenegrului au o majoritate etnică albaneză.
| Stemă | Comună       | Suprafață km² | Localități | Populație (2011) | Populație (2011) | Primar             |
| Stemă | Comună       | Suprafață km² | Localități | Total            | %                | Primar             |
| ----- | ------------ | ------------- | ---------- | ---------------- | ---------------- | ------------------ |
|       | Ulcinj Ulqin | 255           | 41         | 19.921           | 70,66%           | Ljoro Nrekić (DPS) |
|       | Tuzi Tuz     | 236           | 37         | 12.096           | 68,45%           | Nik Gjeloshaj (AA) |
| -     | 2            | -             | 78         | 32.017           | -                | -                  |

## Antropologie
Albanezii din Muntenegru aparțin grupului etnolingvistic al ghegilor.

### Triburi
Există patru triburi albaneze Malësor în Muntenegru: Hoti, Gruda, Triesh și Koja.

## Cultură

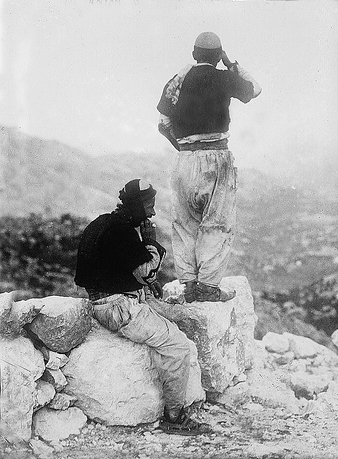
Avanpost albanez în Muntenegru

Cultura albaneză muntenegreană din această regiune este strâns legată de cultura albanezilor din Albania și în special cu cea din orașul Shkodër. Dialectul albanez vorbit este gheg, dialectul albanezilor din nordul Albaniei.

### Religie
Conform recensământului din 2003, 73,37% din albanezii care locuiau în Muntenegru erau musulmani, iar 26,08% erau romano-catolici. Viața religioasă a albanezilor musulmani este organizată de Comunitatea Islamică din Muntenegru, care-i cuprinde nu numai pe albanezi, ci și pe membrii altor minorități musulmane din Muntenegru. Albanezii catolici, care trăiesc în general în localitățile Malesija, Šestani și altele din comunele Bar și Ulcinj, se află sub jurisdicția Arhiepiscopiei Romano-Catolice de Bar, ai cărei membri sunt în principal albanezi, dar care include și un număr mic de slavi. Actualul arhiepiscop, Zef Gashi, este un etnic albanez.

### Limbă
Albanezii din Muntenegru vorbesc dialectul gheg și anume varianta nord-vestică, existând, potrivit recensământului din 2011, un număr de 32.671 de vorbitori nativi ai limbii albaneze (sau 5,27% din populație).
Conform articolului 13 din Constituția Muntenegrului, limba albaneză (alături de sârbă, bosniacă și croată) este o limbă minoritară în uz oficial.

### Educație
Guvernul Muntenegrului oferă educație în limba albaneză în școlile primare și secundare locale. Există un departament de studii în limba albaneză la Universitatea din Muntenegru, cu sediul la Podgorica, și anume departamentul pentru educația profesorilor.

## Politică
Primul partid politic creat de albanezi în această țară este Liga Democrată din Muntenegru, fondată de Mehmet Bardhi în 1990. Majoritatea albanezilor susțin integrarea țării în UE: în timpul referendumului de independență al Muntenegrului din 2006, 88,50% dintre votanții din comuna Ulcinj, unde albanezii reprezentau în acel moment peste 72% din populație, au votat pentru independența Muntenegrului. În general, votul minorității albaneze a asigurat separarea țării din federația Serbia și Muntenegru.
În 2008 a fost înființat Consiliul Național Albanez (în albaneză: Këshilli Kombëtar i Shqiptarëve, abr. KKSH) cu scopul de a reprezenta interesele politice ale comunității albaneze. Actualul președinte al KKSH este Genci Nimanbegu.

## Personalități
Persoane selectate:

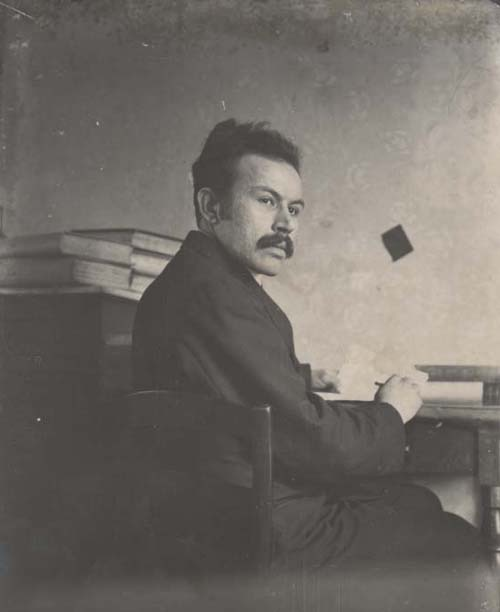
Mirash Ivanaj
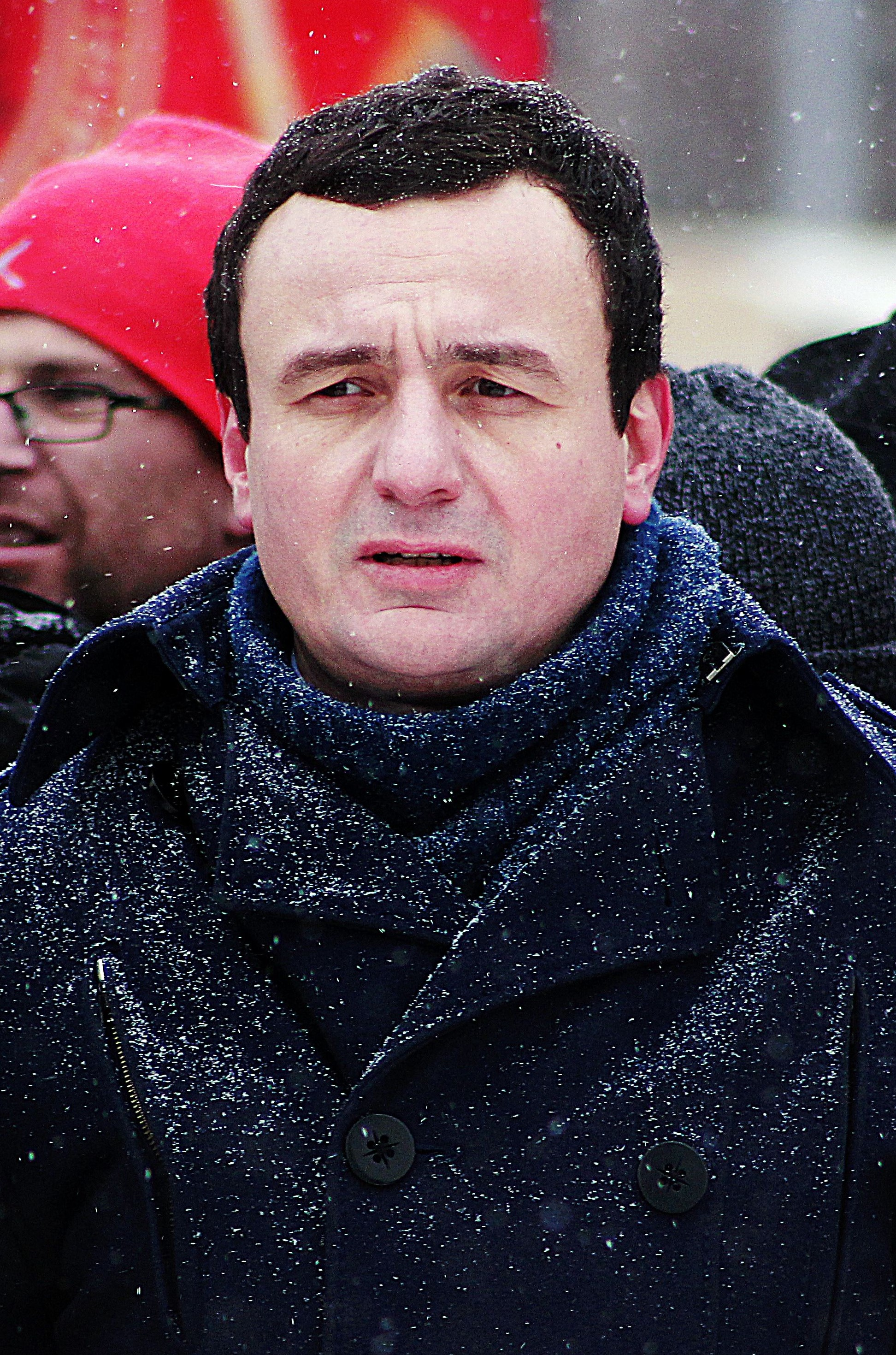
Albin Kurti
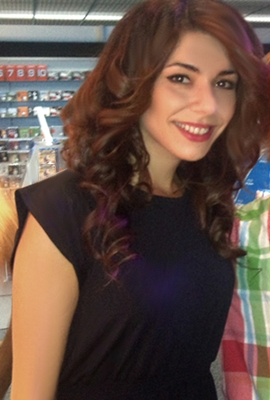
Edita Abdieski
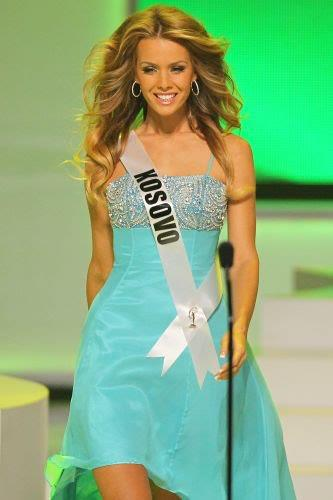
Afërdita Dreshaj
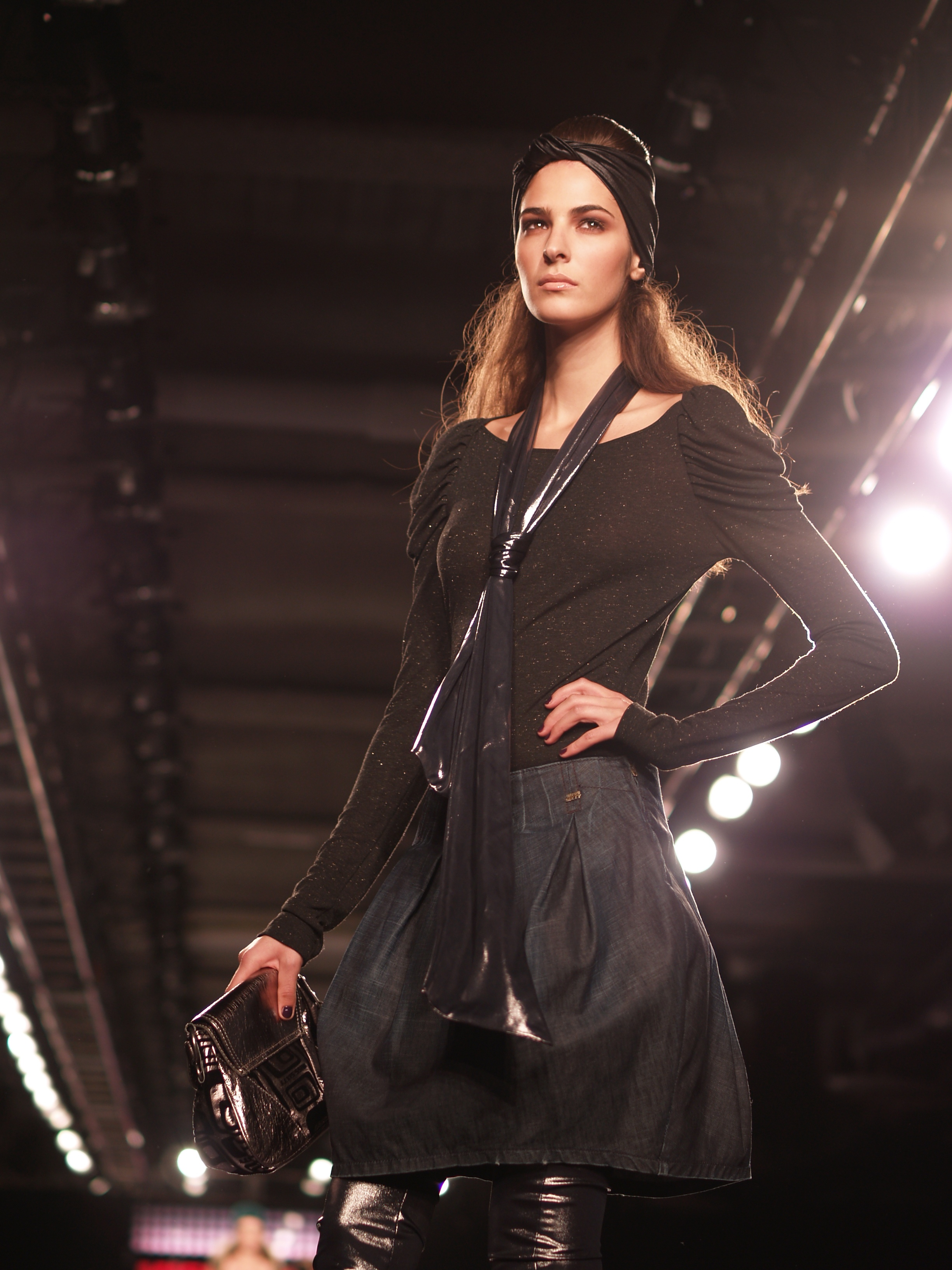
Emina Cunmulaj
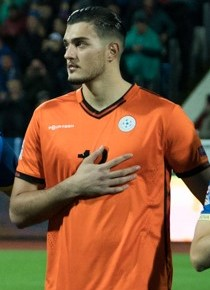
Arijanet Muric
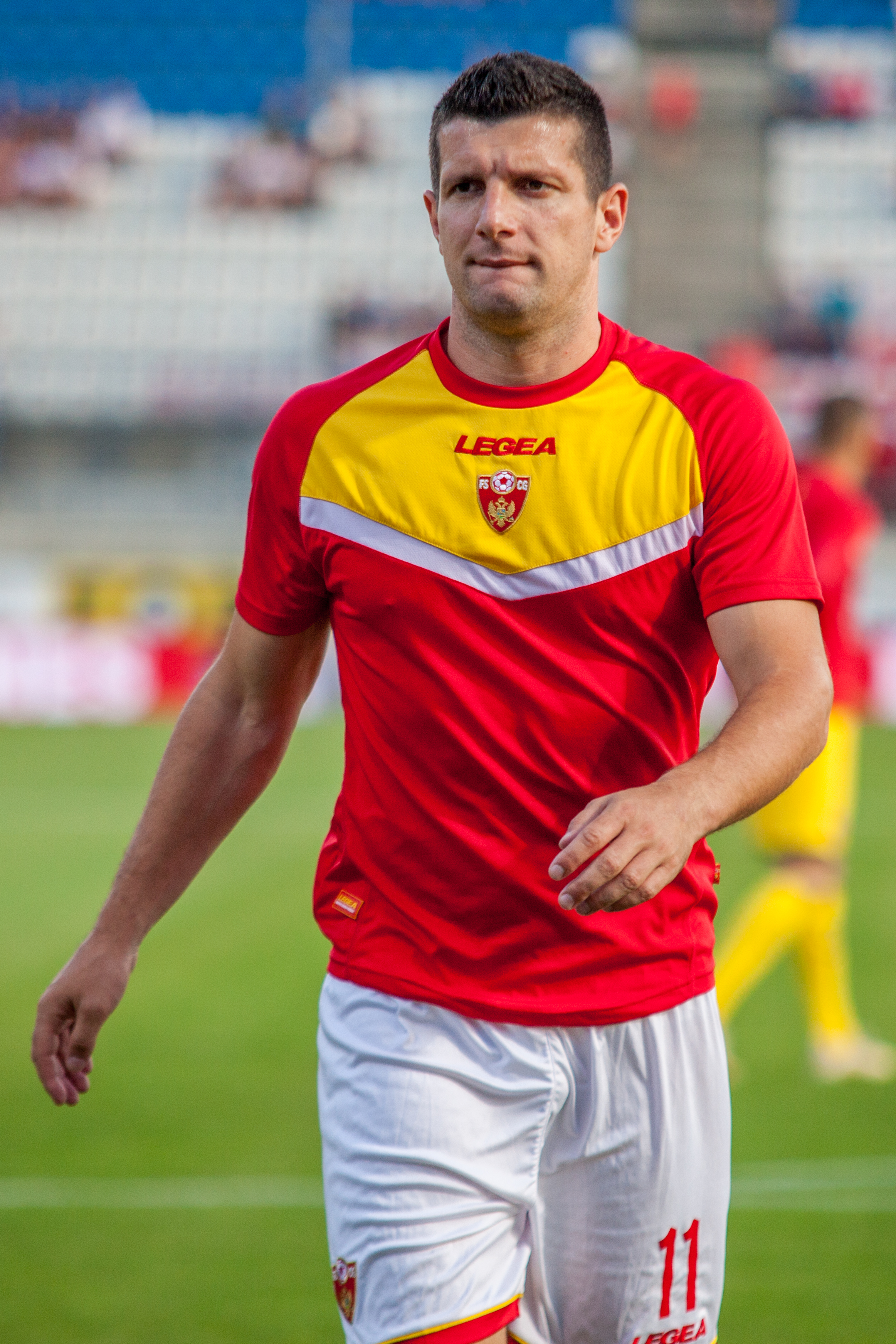
Fatos Bećiraj

## Galerie

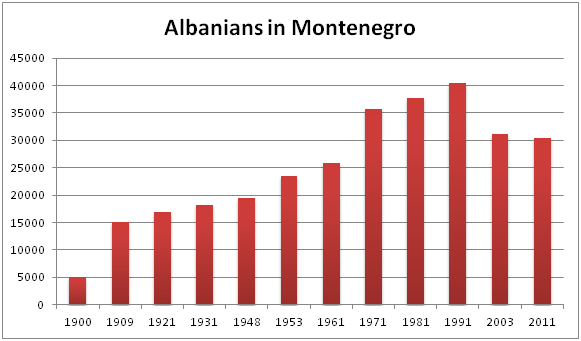
Populația albaneză din Muntenegru din 1921 până în 2011.
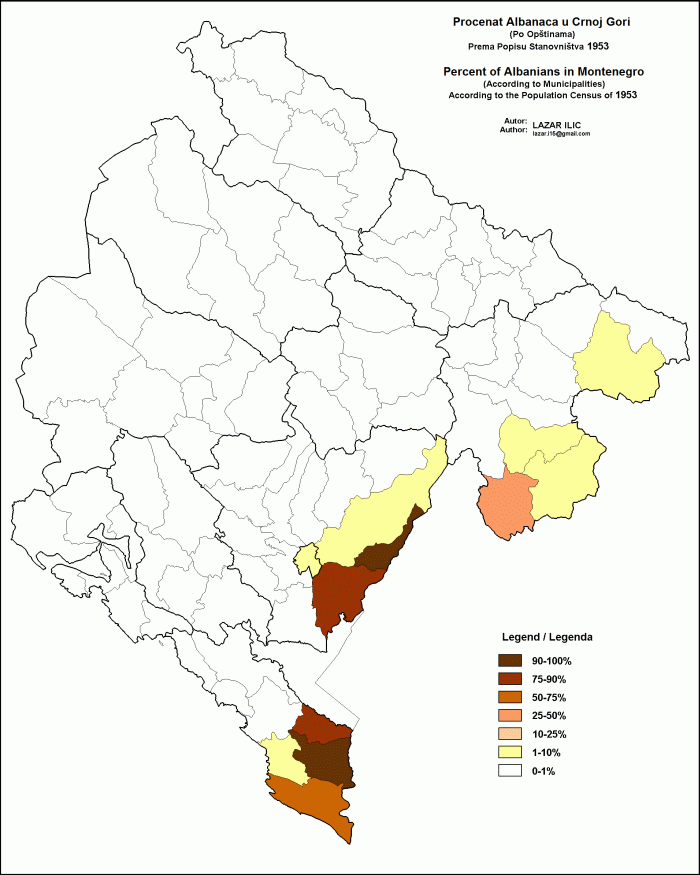
Procentul albanezilor în comunele Muntenegrului, 1953.
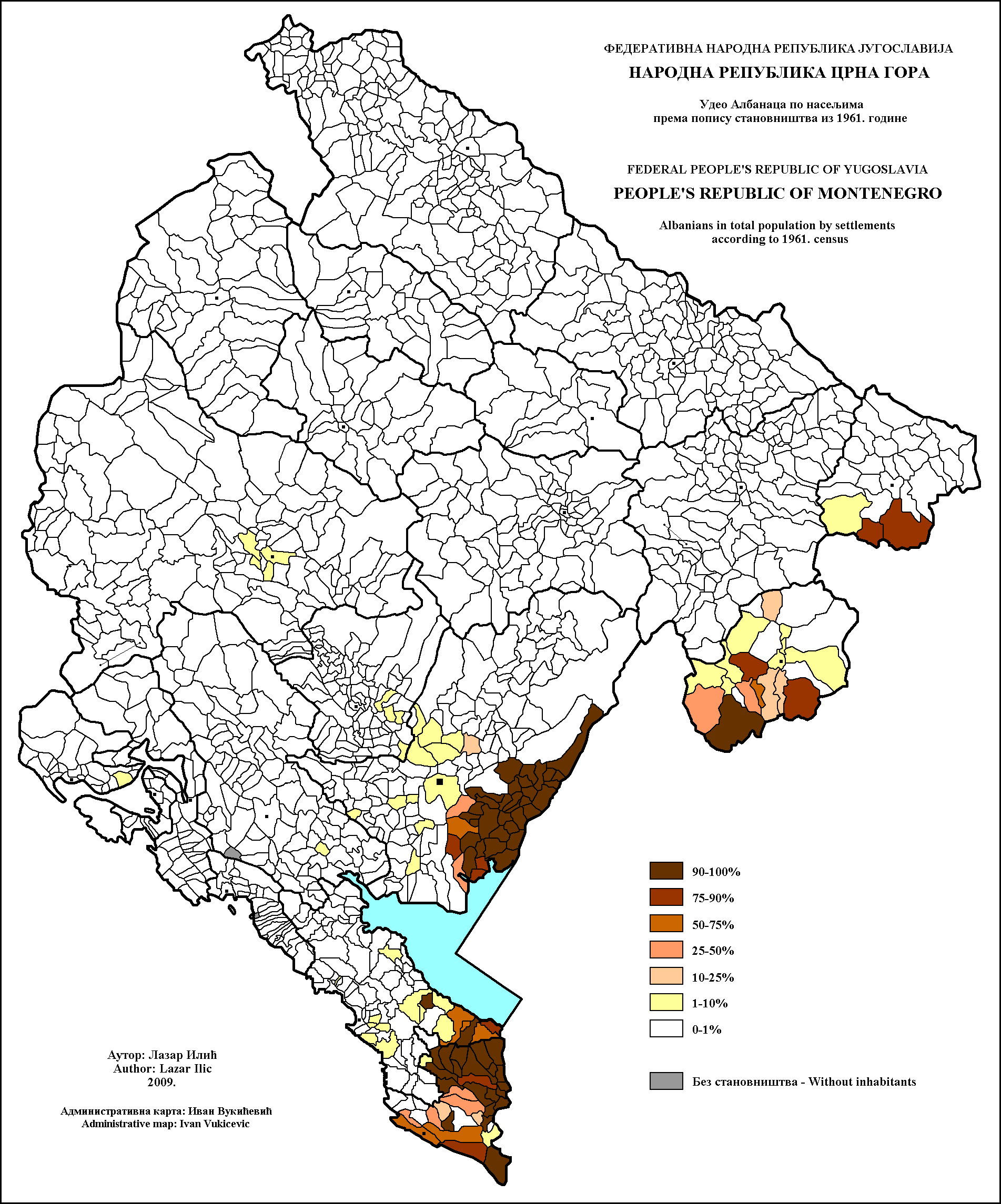
Procentul albanezilor în localitățile din Muntenegru, 1961.
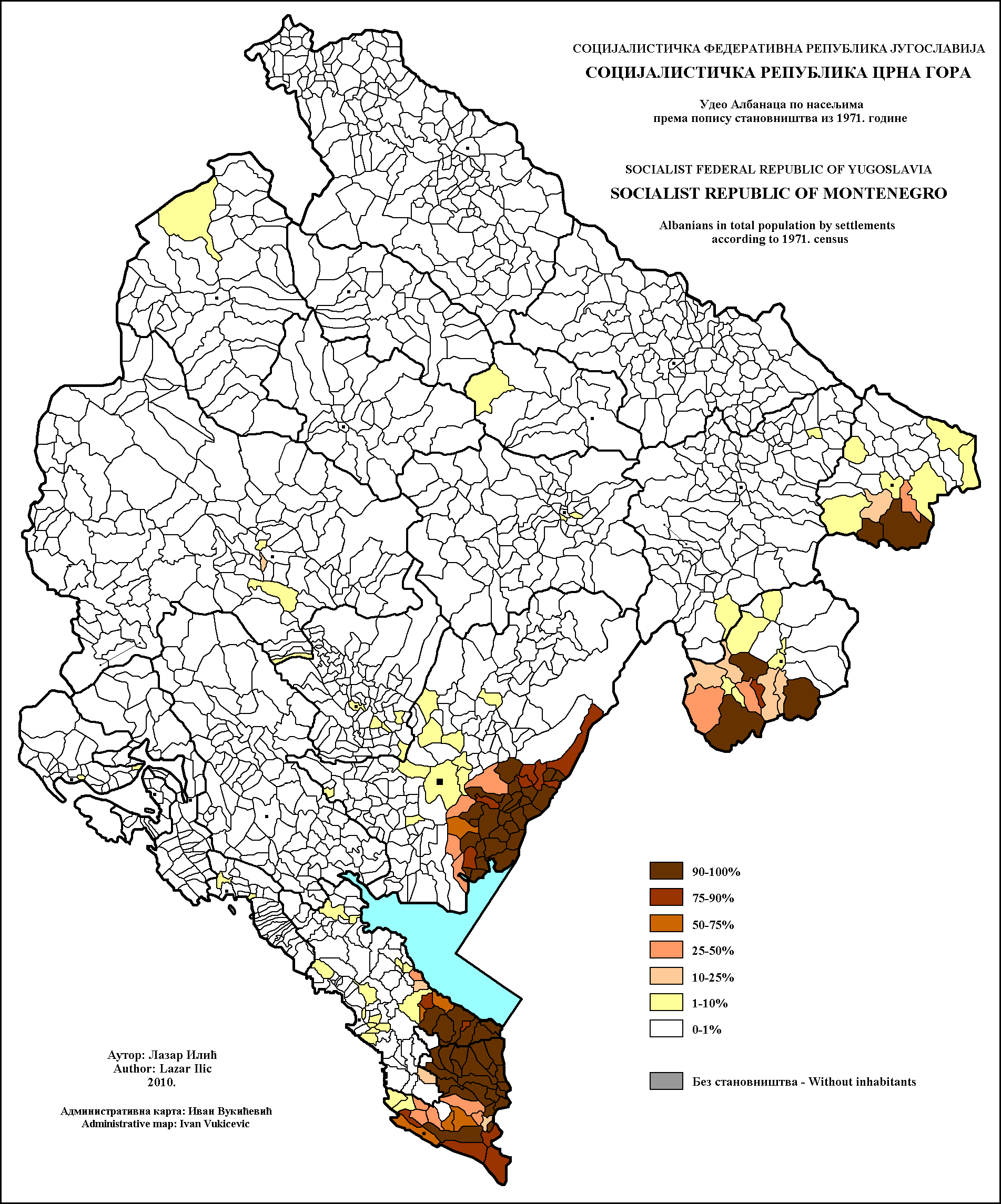
Procentul albanezilor în localitățile din Muntenegru, 1971.
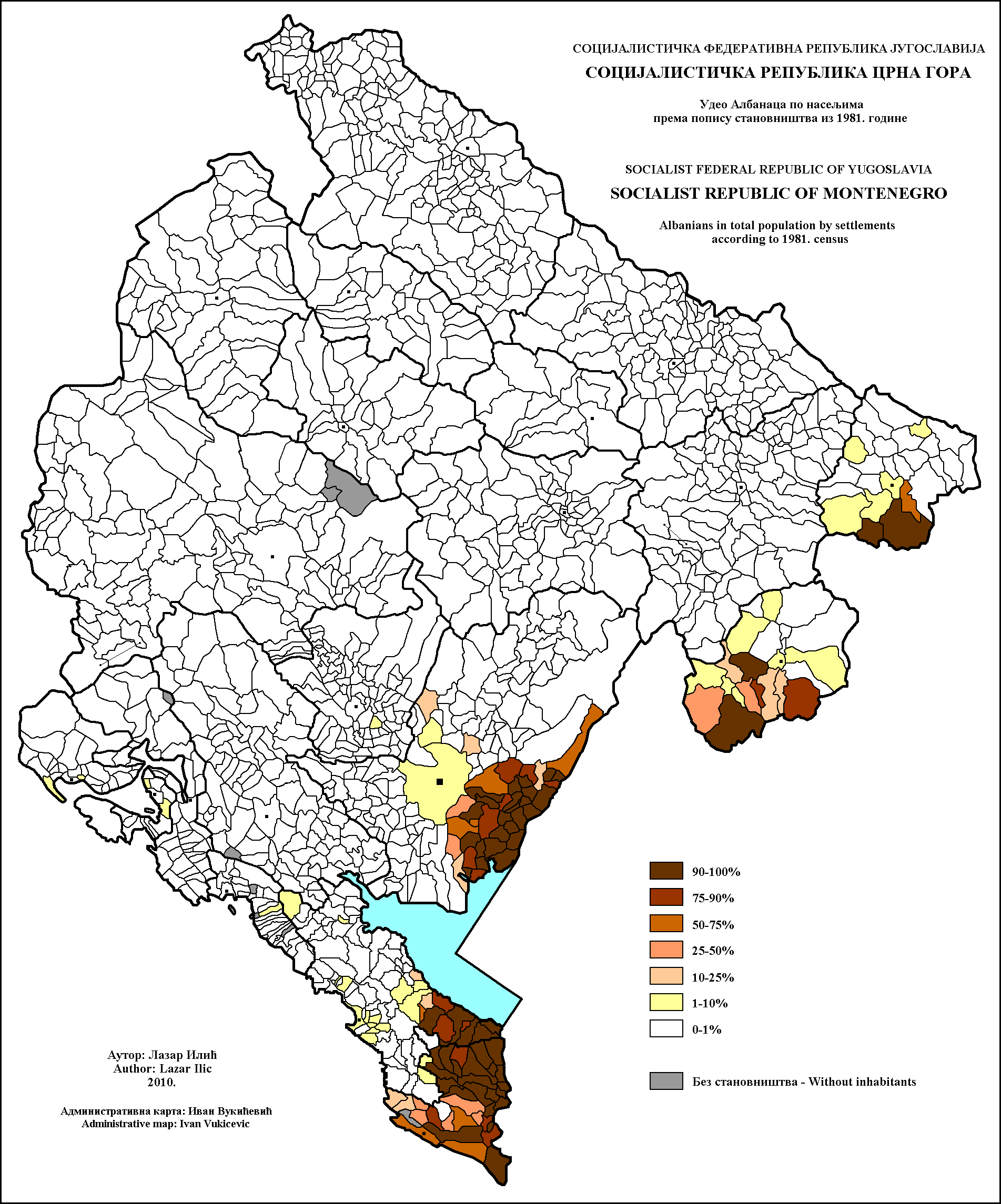
Procentul albanezilor în localitățile din Muntenegru, 1981.
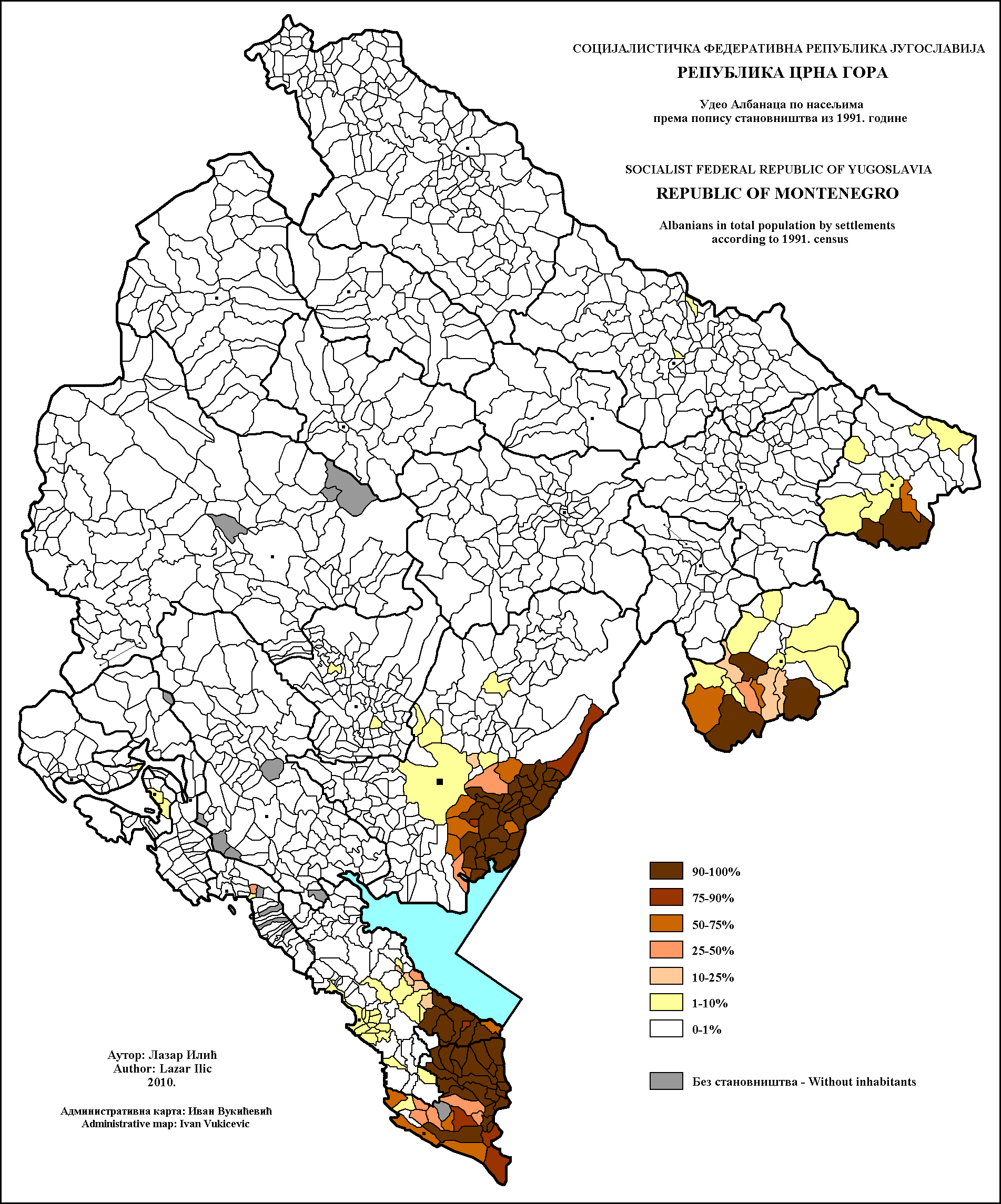
Procentul albanezilor în localitățile din Muntenegru, 1991.
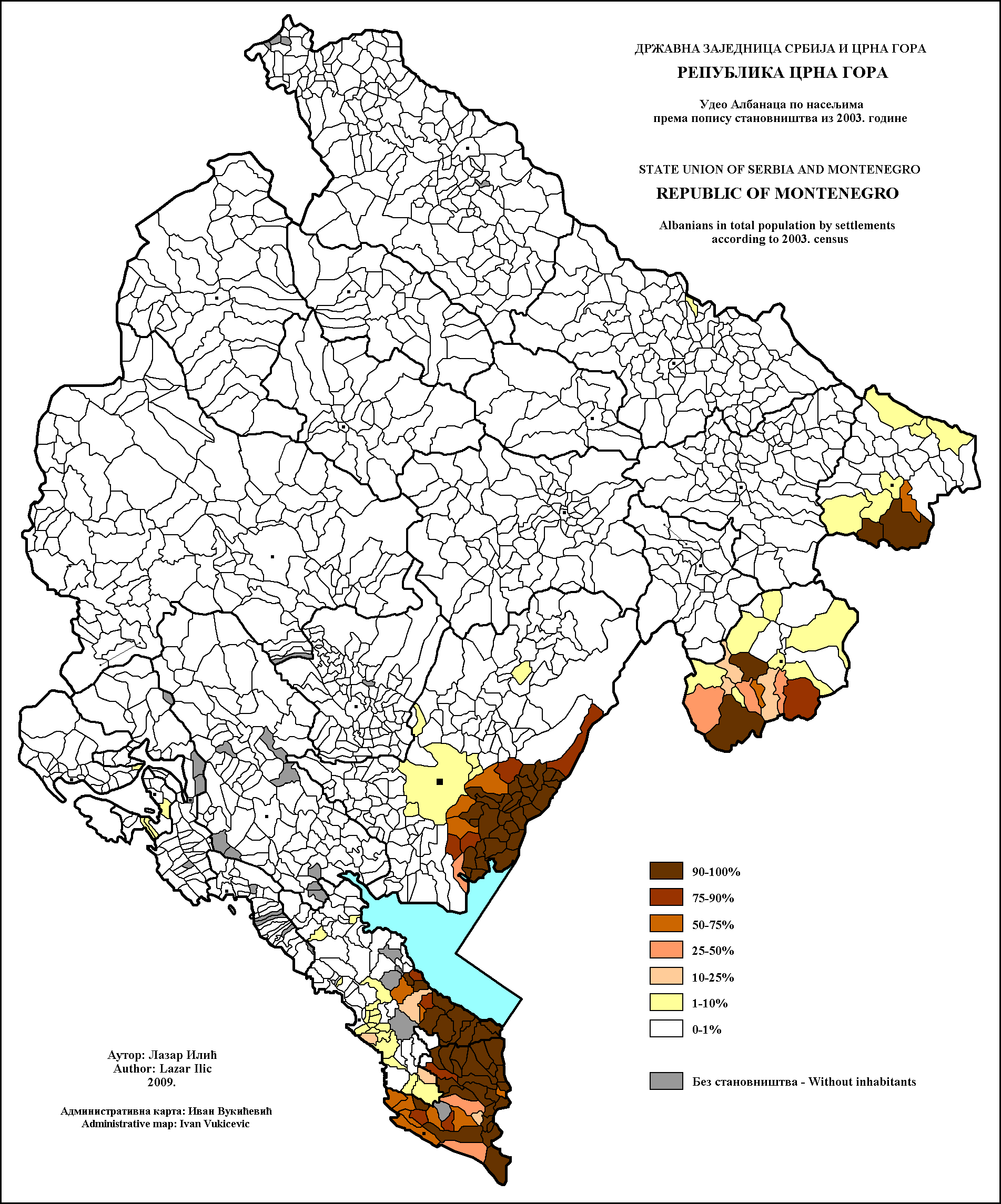
Procentul albanezilor prin așezări, 2003.
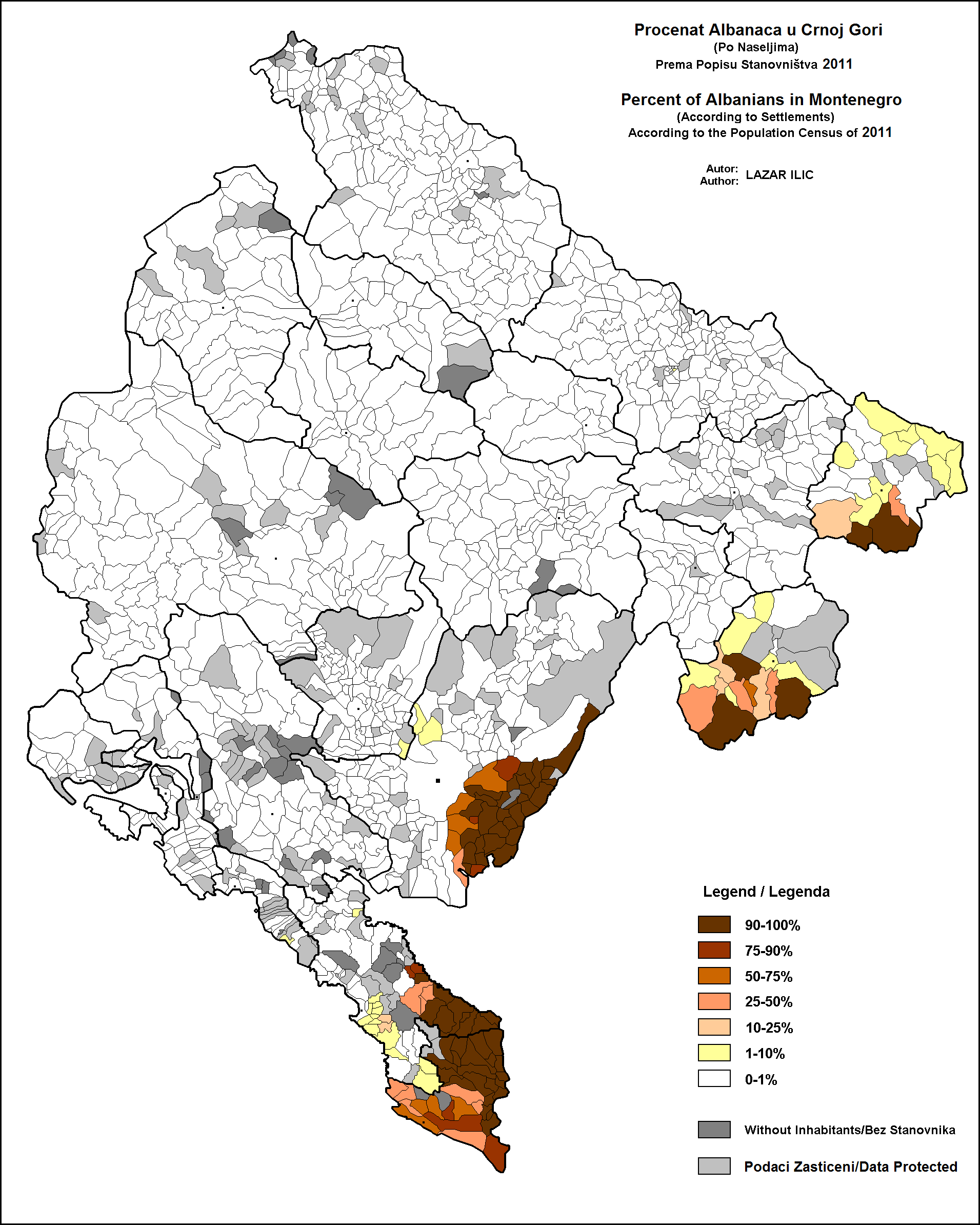
Procentul albanezilor în localitățile din Muntenegru, 2011.